# Pertusaria occidentalis
Pertusaria occidentalis är en lavart som beskrevs av Bratt, Lumbsch & Schmitt. Pertusaria occidentalis ingår i släktet Pertusaria och familjen Pertusariaceae.   Inga underarter finns listade i Catalogue of Life.